# District de Nakaniikawa
Le district de Nakaniikawa (中新川郡, Nakaniikawa-gun) est un district de la préfecture de Toyama au Japon.
Au 1er février 2014, sa population était de 50 985 habitants pour une superficie de 547,55 km2.

## Communes du district
- Bourgs :
  - Kamiichi
  - Tateyama
- Village :
  - Funahashi